# Mathias Rundgreen
Mathias Rundgreen (* 21. Februar 1992) ist ein ehemaliger norwegischer Skilangläufer.

## Werdegang
Rundgreen wurde 2011 in Otepää Junioren-Weltmeister mit der norwegischen Staffel und erreichte 2012 und 2013 bei den U23-Weltmeisterschaften jeweils den zehnten Platz im Skiathlon. Im Januar 2012 startete er in Åsarna erstmals im Scandinavian-Cup und belegte dabei den 175. Rang im Sprint. In der Saison 2013/14 kam er mit zwei dritten Plätzen im Scandinavian-Cup erstmals aufs Podest und belegte den achten Rang in der Gesamtwertung. Bei den U23-Weltmeisterschaften 2014 im Val di Fiemme wurde er Vierter im Skiathlon und gewann über 15 km im klassischen Stil die Bronzemedaille. Im März 2014 startete er beim 50-km-Massenstartrennen in der klassischen Technik in Oslo erstmals im Weltcup und belegte dort Rang 33. Bei seinem nächsten Weltcupeinsatz im russischen Rybinsk im Januar 2015 erreichte er mit Platz 27 über 15 km Freistil zum ersten Mal Weltcuppunkte und beendete auch den Skiathlon zwei Tage später mit Rang 24 in den Punkterängen. Im Scandinavian-Cup belegte er in der Saison 2014/15 zweimal den zweiten Platz und holte über 15 km Freistil in Lillehammer seinen ersten Sieg im Scandinavian-Cup und wurde damit Zweiter in der Gesamtwertung. Zu Beginn der Saison 2015/16 erreichte er mit dem zweiten Platz mit der Staffel in Lillehammer seine erste Podestplatzierung im Weltcup. Es folgte in Scandinavian Cup ein dritter Platz über 15 km Freistil in Vuokatti und ein zweiter Rang über 15 km Freistil in Östersund. Im Januar 2016 holte er in Nové Město mit der Staffel seinen ersten Weltcupsieg und belegte bei den norwegischen Meisterschaften in Tromsø den dritten Platz über 15 km klassisch. Zum Saisonende errang er den achten Platz in der Gesamtwertung des Scandinavian-Cups. Nach Platz 40 bei der Weltcup-Minitour in Lillehammer zu Beginn der Saison 2016/17, kam er im Scandinavian-Cup fünfmal unter die ersten Zehn, darunter zwei dritte Plätze und den Gesamtsieg bei der Minitour in Madona. Im Februar 2017 erreichte er in Pyeongchang mit dem dritten Platz im Skiathlon seine erste und einzige Podestplatzierung im Weltcupeinzel. Die Saison beendete er auf dem 54. Platz im Gesamtweltcup, auf dem 34. Rang im Distanzweltcup und auf dem dritten Platz in der Gesamtwertung des Scandinavian-Cups. Letztmals im Weltcup startete er im März 2019 in Oslo, wobei er den 29. Platz im 50-km-Massenstartrennen errang.

## Erfolge
| Nr. | Datum           | Ort        | Disziplin            |
| --- | --------------- | ---------- | -------------------- |
| 1.  | 24. Januar 2016 | Nové Město | 4 × 7,5 km Staffel 1 |

| Nr. | Datum             | Ort         | Disziplin                        | Serie            |
| --- | ----------------- | ----------- | -------------------------------- | ---------------- |
| 1.  | 12. Dezember 2014 | Lillehammer | 15 km Freistil Individualstart 1 | Scandinavian Cup |
| 2.  | 5. März 2017      | Madona      | 15 km Verfolgung Freistil 2      | Scandinavian Cup |
| 3.  | 3.–5. März 2017   | Madona      | Gesamtwertung Etappenrennen      | Scandinavian Cup |

## Weltcup-Gesamtplatzierungen
| Saison  | Gesamt | Gesamt | Distanz | Distanz | Sprint | Sprint |
| Saison  | Punkte | Platz  | Punkte  | Platz   | Punkte | Platz  |
| ------- | ------ | ------ | ------- | ------- | ------ | ------ |
| 2014/15 | 76     | 72.    | 40      | 56.     | 36     | 48.    |
| 2015/16 | 38     | 90.    | 27      | 61.     | 11     | 81.    |
| 2016/17 | 120    | 54.    | 98      | 34.     | 22     | 57.    |
| 2017/18 | -      | -      | -       | -       | -      | -      |
| 2018/19 | 51     | 74.    | 41      | 56.     | 10     | 70.    |